# Мала сирена 2: Повратак у море
Мала сирена : Повратак у море (енгл. The Little Mermaid II: Return to the Sea) је амерички анимирани филм компаније Волт Дизни из 2000. године, који је наставак филма Мала сирена из 1989. године.
Након што је „Мала сирена : Повратак у море” доживела комерцијални успех, одлучено је да ће се направити и трећи филм у ком ће се радња дешавати пре догађаја из првог филма. Трећи филм носи назив „Мала сирена: Аријелин почетак”.

## Радња
Аријел и Ерик славе први рођендан своје кћерке, Мелоди, на броду који се налази на мору. Краљ Тритон, Аријелин отац и Мелодин деда, поклања Мелоди посебан поклон, огрлицу на којој је Атлантида. Забава је прекинута када се појави Урсулина сестра, Моргана. Стража краља Тритона покушава да се бори са њом али она одлази. Аријел одлучује да Мелоди неће знати за морски свет и Аријелину прошлост. Тешког срца, краљ Тритон прихвата њен предлог.
Дванаест година касније, Мелоди одлази у море без знања своје мајке и тамо налази огрлицу коју је краљ Тритон њој поклонио али су одлучили да је баце због страха од Моргане. Након што види своје име на њој, Мелоди пита своју мајку, Аријел, да јој објасни о огрлици, што Аријел одбија. Љута због своје мајке, Мелоди узима чамац и бежи од куће. Њени родитељи убрзо сазнају да је она побегла, одлучују да је пронађу уз помоћ Аријелиног оца, краља Тритона. Он даје Аријел реп уместо ногу како би она отишла у потрагу за Мелоди
Убрзо Морагана сазнаје да је Мелоди побегла од куће и шаље своје помоћнике да је пронађу и дове ду је њој. Након што су је нашли и довели Моргани, она говори Мелоди да јој може дати реп и то је урадила. Након тога, Моргана јој говори лажи да је може претворити у сирену заувек, ако јој Мелоди донесе трозубац, ког је Тритон украо од ње. Мелоди, незнавши да је то лаж, креће по трозубац код краља Тритона. Уз помоћ пингвина Типа и моржа Деша, Мелоди успева да донесе Моргани трозубац. Аријел покушава да објасни Мелоди да је Моргана зла и да их је раније она напала, али је Мелоди већ дала Моргани трозубац. Са трозупцем, Моргана држи Аријел као таоца, а Мелоди је заробила у кавез у мору, након чега се Мелоди опет појављују ноге уместо обећаног репа.
Моргана користи трозубац како би завладала океаном, али у то време стижу Тритон, Себастијан, Ерик и Галеб и почиње борба против Моргане и њених поданика. Тип и Деш успевају да ослободе Мелоди и да је одведу на ваздух пре него што се угушила у води. Мелоди креће према Моргани и прикрада јој се иза леђа да би јој узела трозубац. Након што јој је узела трозубац брзо га је дала Тритону и он претвара Моргану у коцку леда и она пада дубоко у море.
Мелоди се враћа својој породици, и Тритон јој предлаже да је претвори у сирену и да ћиви са њим у Атлантиди. Али уместо тога, Мелоди узима трозубац и уклања зид који је одвајао копно од воде, дозвољавајући морским пријатељима да дођу до палате.